# Ardoisières de Chattemoue
Les ardoisières de Chattemoue sont un ensemble d'exploitations de schistes ardoisiers sur les communes de Villepail et Javron, en Mayenne.

## Localisation
Les carrières sont sur les deux communes de Javron et de Villepail. Traversées par le Charolais, qui constitue la limite entre les 2 communes, l'emplacement des quatre carrières est désormais visible via des points d'eau.
Les carrières étaient :
- La carrière , possédée par la Société capitaliste des notaires ;
- La Nouvelle Carrière, possédée par la Société capitaliste des fondeurs ;
- La carrière de famille Fouquet, exploitant entre 1836 et 1840 ;
- La carrière, propriété de la société Sarthe-Mayenne, exploitant jusqu'en 1870.

## Historique
Les établissements de la Société des Ardoisières sont fondés en 1836. Jusqu'en 1852, c'était le seul atelier avec une fabrication hydraulique, qui est remplacé par la machine à vapeur en 1853. La production atteint 15 millions d'ardoises par an au maximum dans les années 1860-1875. Le convoyage s'effectuait par charrettes de Chattemoue à la gare de Pré-en-Pail, jusqu'à l'arrivée en 1885 de la voie ferrée : la Ligne de Pré-en-Pail à Mayenne. 300 personnes partagées entre les carriers et les fendeurs, travaillaient dans les ardoisières. Un certain nombre étaient à la fois agriculteur et fendeur.

## Patrimoine minier
Une auberge avait été construite sur les remblais d'ardoise, et cesse son activité en 1890. Le village de Chattemoue possédait deux écoles et de nombreux commerces. La cité ardoisière est dégradée et abandonnée à la fin du XXe siècle. Elle est démolie en 2008.
En 1974, Jean Goossens crée la société Granulats Expansés de la Mayenne et donne une seconde vie à une partie du site.